# Cafe Bohemia
『Café Bohemia』（カフェ・ボヘミア）は、1986年12月1日にEPIC・ソニー / M's Factoryから発売された佐野元春の5枚目のアルバム。佐野のバックバンドであるTHE HEARTLANDが演奏を担当しており、佐野元春 WITH THE HEARTLAND名義でクレジットされた最初のアルバム。
『Café Bohemia』の完全生産限定盤である『The Essential Café Bohemia』（2006年12月6日発売）も本項で記す。

## 概要
前作『VISITORS』から2年半振りのオリジナル・アルバム。
前作で培ったビート・ミュージックをバンドスタイルで更に進化させ、ニューヨークから東京に移した魂の叫び・強いメッセージに溢れた世界観である。全体的にポストパンクの流れを意識した作品で、ジャズやソウル、スカ・レゲエなども取り込んでいる。本作からは、12インチ・シングルが3枚、シングルが7枚発売された。
2013年2月20日には、Blu-specCD2でリリースされた。

## 収録曲
全作詞・作曲・編曲：佐野元春（特記以外）
1. カフェ・ボヘミア（Introduction）[注 2] -Café Bohemia (Introduction)-[注 3] [0:20]
2. ワイルド・ハーツ - 冒険者たち -Wild Hearts- [3:47]
  - 先行シングル。
3. シーズン・イン・ザ・サン - 夏草の誘い -Season In The Sun- [3:44]
  - 先行シングル。
4. カフェ・ボヘミアのテーマ -Café Bohemia- [3:08]
5. ストレンジ・デイズ - 奇妙な日々 -Strange Days- [4:52]
  - 先行シングル。
6. 月と専制君主 -Sidewalk Talk- [5:45]
  - 2011年に同名のセルフカバーアルバムがリリースされた。
7. ヤングブラッズ -Young Bloods- [3:40]
  - 先行シングルで、国際青年年のテーマソングに起用された。
8. 虹を追いかけて -Chasing Rainbow- [4:00]
9. インディビジュアリスト -Individualists- [3:21]
  - 翌年の11月21日に12インチシングルにてシングル･カットされた。
10. 99ブルース -99 Blues- [4:21]
  - 翌年の6月3日に12インチシングルにてシングル･カットされた。
11. カフェ・ボヘミア (Interlude) -Café Bohemia (Interlude)- [1:55]
12. 聖なる夜に口笛吹いて -Christmas Time In Blue- [4:21]
  - 12インチシングルで発売された先行シングル。
13. カフェ・ボヘミア (Reprise) -Café Bohemia (Reprise)- [0:34]

## The Essential Café Bohemia

### 概要
『Café Bohemia』の発売から20周年を記念してソニー・ミュージックダイレクトから2006年12月に発売された本作は、CD2枚とDVD1枚の計3枚、雑誌『THIS』やカセットブック『ELECTRIC GARDEN #2』にて発表された詩を集めた小冊子『collected Poems 1985-1987』を同封した特別記念仕様。
Disc1はリマスター音源と3部作7インチ･シングルのカップリング曲を収録、Disc2は、4枚の12インチ･シングルの初CD化とレア音源集。Disc3は、本作発売当時の貴重な映像を収録。完全生産限定で発売されたため、現在は販売を終了している。

### 収録曲
DISC ONE - CD
1. カフェ・ボヘミア (Introduction)
2. ワイルド・ハーツ - 冒険者たち
3. シーズン・イン・ザ・サン - 夏草の誘い
4. カフェ・ボヘミアのテーマ
5. ストレンジ・デイズ - 奇妙な日々
6. 月と専制君主
7. ヤングブラッズ
8. 虹を追いかけて
9. インディビジュアリスト
10. 99ブルース
11. カフェ・ボヘミア (Interlude)
12. クリスマス・タイム・イン・ブルー - 聖なる夜に口笛吹いて
13. カフェ・ボヘミア (Reprise)

Bonus Tracks
1. アンジェリーナ (Slow Version)
2. シャドウズ・オブ・ザ・ストリート
3. ルッキン・フォー・ア・ファイト - ひとりぼっちの反乱

DISC TWO - CD
Bonus Tracks
1. 虹を追いかけて (2006 middle & mellow groove version)
2. 月と専制君主 (Extended Mix)
3. インディビジュアリスト (Extended Mix)
4. 99ブルース (Extended Mix)
5. ヤングブラッズ (Special Dance Mix)
6. クリスマス・タイム・イン・ブルー - 聖なる夜に口笛吹いて (Vocal / Extended Dub Mix)
7. ヤングブラッズ (Hello Goodbye Version)
8. インディビジュアリスト (Dub Mix)
9. クリスマス・タイム・イン・ブルー - 聖なる夜に口笛吹いて (Instrumental / Orchestra Version)

アルバム『mf VARIOUS ARTISTS Vol.1』より
1. 双子のコマドリとゴールデンフィッシュ / ブルー
2. ブルーベルズの'サマー' / ブルーベルズ
3. 自由の岸辺 / ブルーベルズ
4. サンデーアフタヌーン / ブルーベルズ

カセット・ブック『エレクトリック・ガーデン#2』より
1. 完全な製品
2. ある9月の朝
3. …までに

DISC THREE - DVD
1. 1986年パリにて
2. ミュージック・クリップ
ワイルド・ハーツ - 冒険者たち 〜 ストレンジ・デイズ - 奇妙な日々
3. 『東京マンスリー』（Vol.1 1986.4.14）からのイメージ映像

『東京マンスリー』Vol.6 1986.9.25 ライブ
1. ソーヤング 〜 彼女はデリケート
2. ワイルド・ハーツ - 冒険者たち (Featuring ROMY)
3. シーズン・イン・ザ・サン - 夏草の誘い (Featuring ROMY) 〜 虹を追いかけて

TVKアーカイブス『ライブトマト』1987.3
1. インタビュー1「ツアーについて」
2. カフェ・ボヘミアのテーマ (リハーサル)
3. ストレンジ・デイズ - 奇妙な日々
4. 99ブルース
5. インディビジュアリスト
6. インタビュー2「バンドについて」
7. ヤングブラッズ